# Bernd Kirchner
Bernd Kirchner (* 10. Februar 1944 in der Steiermark, heute Österreich) ist ein ehemaliger deutscher Fußballspieler. Der Außenstürmer spielte von 1962 bis 1970 für Arminia Bielefeld und absolvierte drei Einsätze in der Deutschen Amateur-Nationalmannschaft.

## Karriere

### Vereine
Kirchner wuchs im Bielefelder Westen auf und spielte zunächst auf den Straßen. Dabei wurde er von Hans Büttner entdeckt, der damals Geschäftsführer und Jugendleiter bei Arminia Bielefeld war. Bereits im Alter von vierzehn Jahren gelang ihm der Sprung in die A-Jugend. Mit dieser Mannschaft errang Kirchner am 8. Juli 1961 die Westdeutsche Meisterschaft durch einen 2:1-Sieg der Bielefelder im Duisburger Wedaustadion gegen den Duisburger SpV. Die Tore für die Arminia erzielten Kirchner sowie Bernd Naschke. In dieser Saison gewann Arminias A-Jugend alle 44 Spiele bei einem Torverhältnis von 226:38 Toren. Bernd Kirchner erzielte dabei alleine 77 Treffer und galt als das größte Talent, dass der Verein nach dem Ende des Zweiten Weltkrieges hervorgebracht hat.
Zur Saison 1962/63 rückte Bernd Kirchner zusammen mit Bernd Naschke, Jürgen Diekmann, Wolfgang Schlichthaber und Peter Dammann in die erste Mannschaft auf, die seinerzeit in der zweitklassigen II. Division West spielte. Durch den siebten Platz in der Saison 1962/63 qualifizierte sich die Arminia für die neu geschaffene, zweitklassige Regionalliga West. In 26 Ligaspielen hatte Kichner zwölf Tore für die von Jakob Wimmer (20 Spiele) und Hellmut Meidt (10 Spiele) trainierte Arminia erzielt. Trotz mehrerer Anfragen aus der Bundesliga blieb Kirchner in den folgenden Jahren in Bielefeld, weil er die Stadt nicht verlassen wollte. Anfang 1965 wollte Kirchner bereits seine Profikarriere beenden. Gegenüber der Westfälischen Zeitung erklärte er, dass er sich reamateurisieren lassen und sich auf seine Ausbildung konzentrieren will, einem für ihn „lohnenderen Ziel“.
Obwohl er seinen auslaufenden Vertrag „auf gar keinen Fall verlängern“ wollte spielte Kirchner dennoch weiter für die Arminia. 1966 gewann er mit seiner Mannschaft durch einen 3:2-Finalsieg über Alemannia Aachen den Westdeutschen Pokal. Ein Jahr später wurden die Bielefelder in der Regionalliga West Dritter. Zum Erreichen der Vizemeisterschaft in der Regionalliga West 1969/70 und dem damit verbundenen Einzug in die Aufstiegsrunde zur Bundesliga trug Bernd Kirchner noch wesentlich bei. An der erfolgreichen Aufstiegsrunde nahm er aber nicht mehr teil. Sein letztes Spiel bestritt er am 19. April 1970 im Spitzenspiel gegen den VfL Bochum, das die Arminia mit 2:0 Toren gewann. Grund für sein vorzeitiges Karriereende waren laut Kirchner Streitereien mit dem Trainer Egon Piechaczek. Dieser warf ihm vor, dass Kirchner „nur sein Architekturstudium im Kopf hätte“ und ein „doofer Fußballspieler“ sei.

### Nationalmannschaft
Der 19-jährige Bernd Kirchner wurde von DFB-Trainer Helmut Schön am 5. Juni 1963 in Siegen gegen Japan zum ersten Mal in die Amateur-Nationalmannschaft berufen. Zum 4:0-Erfolg der deutschen Mannschaft steuerte er ein Tor bei. Vom 12. bis 16. Oktober 1963 nahm Kirchner am vorolympischen Turnier in Tokio teil. Dabei kam er im zweiten Turnierspiel am 14. Oktober 1963 sowohl beim 2:1-Sieg gegen die Auswahlmannschaft Südvietnams, als auch beim abschließenden 1:1-Unentschieden gegen die A-Auswahl Japans, zum Einsatz und trug mit einem Tor zum Turniergewinn bei.
Darüber hinaus wurde Kirchner noch in einer inoffiziellen Begegnung gegen die Fußballnationalmannschaft der DDR eingesetzt. DFB-Trainer Helmut Schön riet seinen Spielern in der Halbzeitpause: „Spielt den Bernd mehr an, der hat Narrenfreiheit“.
Der damalige Bundestrainer Sepp Herberger erkannte in Bernd Kirchner einen Spieler mit „großer Begabung“.

## Nach der Karriere
Neben seiner Profikarriere absolvierte er ein Architekturstudium und arbeitete nebenbei noch als Tischler, Maurer, Stahlbauschlosser und Bauzeichner. Als er 1970 seine Fußballerlaufbahn beendete, nahm er eine Stelle im Bielefelder Hochbauamt an. Anlässlich des 100-jährigen Vereinsjubiläum von Arminia Bielefeld im Jahre 2005 wurde Bernd Kirchner von den Fans in die Jahrhundertelf gewählt.